# Christian Danner
Christian Danner (ur. 4 kwietnia 1958 roku w Monachium) – były niemiecki kierowca wyścigowy.

## Życiorys

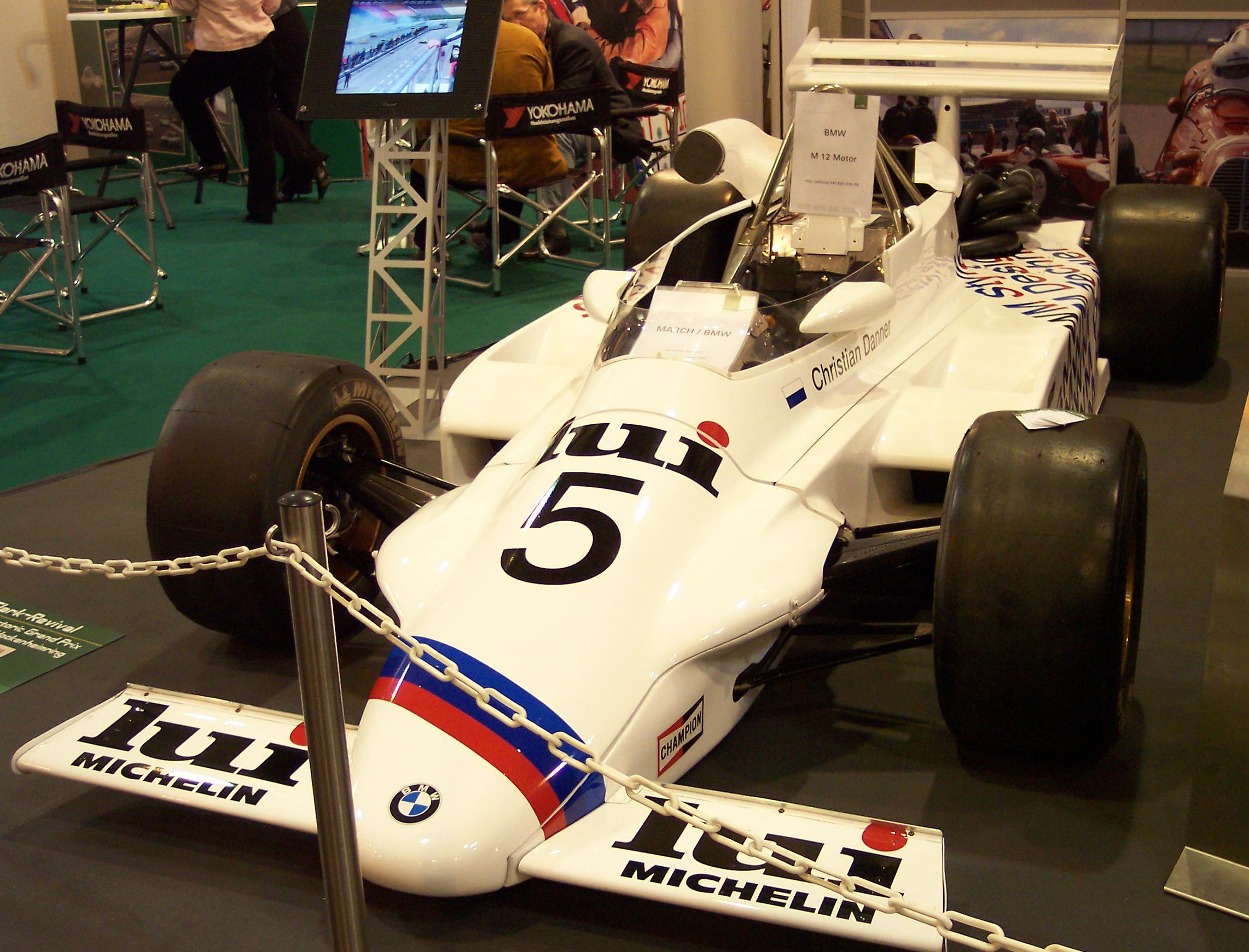
Bolid Christiana Dannera z 1982

Christian jest synem eksperta ds. bezpieczeństwa samochodowego, Maksa Dannera. Ściganie się rozpoczął w Pucharze Renault 5. Został pierwszym mistrzem Formuły 3000 (w roku 1985). Ma za sobą starty w Formuły 1: w latach 1985 – Formuła 1 Sezon 1987 oraz 1989 w zespołach Zakspeed, Osella i Rial, kiedy to w 36 wyścigach zdobył 4 punkty. W 1990 roku ścigał się w Japońskiej Formule 3000 w zespole Leyton House, a w 1991 roku wystartował BMW w jednym wyścigu serii BTCC. Następnie ścigał się w seriach Champ Car oraz DTM. Obecnie ściga się w serii dla byłych kierowców Formuły 1 – Grand Prix Masters. Jest także komentatorem sportowym dla telewizji RTL.